# Itaipulândia
Itaipulândia is een gemeente in de Braziliaanse deelstaat Paraná. De gemeente telt 9.349 inwoners (schatting 2009).

## Aangrenzende gemeenten
De gemeente grenst aan Foz do Iguaçu, Medianeira, Missal, Santa Helena en São Miguel do Iguaçu.

### Landsgrens
En met als landsgrens aan de gemeente Mbaracayú en Santa Fe del Paraná in het district Santa Fe del Parana in het departement Alto Paraná met het buurland Paraguay.